# José Córdova (escritor)
José Antonio Córdova (Panamá, 1937). Realizó estudios en la Universidad de Panamá y en la Academia Militar de Venezuela. Por muchos años, durante la dictadura militar de Omar Torrijos Herrera, vivió exiliado en Chile. Escritor, autor de libros de poesía, cuento y ensayo, ha sido dos veces ganador del Concurso Nacional de Literatura 'Ricardo Miró', una en la sección poesía con Semilla del alba (1964) y otra en la sección cuento con la colección Con Irene y otros cuentos (1976).

## Poesía
- 3 Poemas (Ed. Onda, 1967)
- Semilla del alba (Imprenta Nacional, Panamá, 1963)
- Antes que el tiempo muera (Ediciones del Poder Popular, 1977)
- Oficio de sobreviviente (Ediciones Centenario, Panamá, 2003)
- Oficio de sobreviviente (INAC, Panamá, 2003)
- Ciudad encima (Ediciones Expresión Popular, Chile, 2005)
- Sin rastro de Babilonia (Ediciones Expresión Popular, Chile, 2005)
- Poemas escritos en la punta de un alfiler (Panamá, 2009)
- Poemas rescatados (Panamá, 2010)

## Cuento
- Con Irene y otros cuentos (Editora La Nación, Panamá, 1976)

## Ensayo
- Inventariando la permanencia poética de Ramón Oviero (INAC, Panamá, 2003)

## Poesía y cuento
- 2 veces breves dos (Santiago de Chile, 2008)